# Kon-Tiki
|  | Aquest article tracta sobre l'embarcació. Si cerqueu la pel·lícula, vegeu «Kon-Tiki (pel·lícula)». |

Kon-Tiki (nom del déu del Sol en els inques) va ser una embarcació, construïda sota la direcció de l'antropòleg noruec Thor Heyerdahl l'any 1947, seguint els models originals dels antics pobles indígenes d'Amèrica del Sud (feta amb material de balsa i lligada amb cordes com a rai, sense claus). Amb ella, Thor Heyerdhal i cinc homes més emprengueren el viatge des de la costa del Perú fins a la Polinèsia. Durant la travessia els sis homes sobrevisqueren només del que pescaven i bevent només de l'aigua de la pluja que podien recuperar.
L'embarcació disposava d'una vela rudimentària, el viatge va durar 101 dies, amb 8.000 quilòmetres de navegació i van arribar a l'arxipèlag polinesi de Tuamotu. El motiu d'aquesta expedició científica era la de refutar una objecció a la teoria de Heyerdahl segons la qual les poblacions de les illes de l'Oceà Pacífic eren en part originàries d'Amèrica, ja que per part dels contraris a la teoria de Heyerdhal hauria estat impossible fer la travessia de l'oceà amb una embarcació ameríndia tradicional.
Thor Heyerdahl va escriure un llibre d'èxit sobre aquest fet titulat «L'Expedició del Kon-Tiki» però també hi va haver escepticisme científic sobre la seva gesta, ja que per motiu de corrents marítims contraris molt forts la seva embarcació va haver d'ésser remolcada durant un temps fins que va ser deixada en posició de continuar pels seus mitjans.
Anys més tard d'aquesta expedició es va poder investigar sobre la manera de construir embarcacions dels amerindis guares per a fer-les navegables en qualsevol circumstància i així poder corroborar la hipòtesi de Heyerdhal sobre aquest punt.

## El viatge

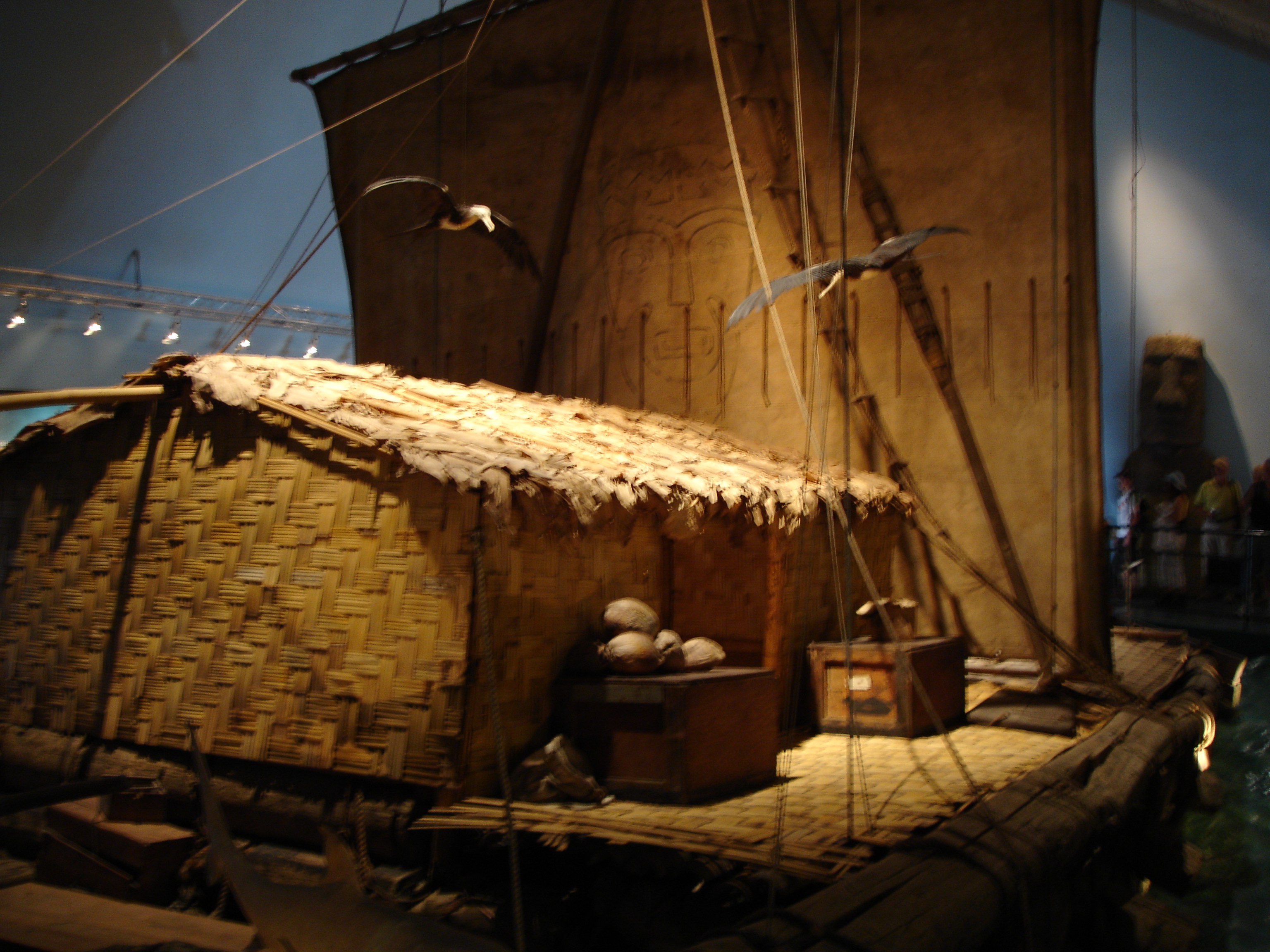
El Kon-Tiki al museu d'Oslo.

Heyerdhal sentí de boca dels indígenes sud-americans una llegenda que parlava de l'exploració d'illes llunyanes protagonitzada pel déu del Sol Kon-Tiki i el poble de pell blanca que l'adorava, habitants del llac Titicaca. Amb aquesta base llegendària, Heyerdhal bastí la hipòtesi d'una exploració i colonització antiga de la Polinèsia des d'Amèrica del Sud.
Thor per demostrar la seva teoria cercà finançament per a construir un vaixell amb els materials que els antics amerindis peruans tenien al seu abast bàsicament la balsa que creixia a la jungla peruana inaccessible en aquelles dates per l'estació humida i finalment es va recollir la balsa a l'Equador i allí es va construir en parts que després es muntaren.
La data de sortida, des del port de Callao, va ser el 27 d'abril de 1947 s'hi va hissar la bandera de Noruega i la dels altres països que van finançar l'expedició, el Kon-Tiki va ser batejat amb llet de coco. Va ser remolcat durant un dia i mig per allunyar-lo d'altres vaixells. La Kon-Tiki només disposava d'una llanxa pneumàtica com embarcació de salvament.
Un dels primers peixos comestibles que varen trobar són els peixos voladors. També servien com esquer per pescar altres peixos més grossos
El 30 de juny de 1947 arribaren a l'atol de Puka Puka i pocs dies després, el 4 d'agost, a l'illa habitada de Fangatau, el 7 d'agost desembarquen a un motu deshabitat de l'atol de Raroia, a l'arxipèlag de Tuamotu a la Polinèsia francesa.

## Cultura popular
El llibre de Heyerdahl sobre l'expedició, "L'expedició Kon-Tiki", va ser traduït a 70 llengües. La pel·lícula documental de l'expedició, també titulada Kon-Tiki, va guanyar el premi Oscar al millor documental el 1951. Una versió dramatitzada es va reeditar el 2012, la van nomenar també Kon-Tiki, i va ser nominada als Òscars com a millor pel·lícula de parla no anglesa i també nominada als Globus d'Or 2013 com a Millor Pel·lícula de parla no anglesa. Va ser la primera vegada que una pel·lícula noruega va ser nominada per ambdós festivals, els Òscars i els Globus d'Or.

## Filatèlia
A l'oficina de correus de la Polinèsia francesa es va emetre un timbre postal de 300 francs del pacífic amb motiu del 60è aniversari de l'arribada del Kon-Tiki a la Polinèsia.